# Jorge Fernando Quiroga Ramírez
Jorge Fernando Quiroga Ramírez, född 5 maj 1960, är en boliviansk politiker. Han var Bolivias president 2001-2002.
Quiroga blev 1997 vicepresident till exdiktatorn Hugo Banzer, efter att denne vunnit presidentvalet med partiet Acción Democrática Nacionalista. När Banzer 2001 avgick av hälsoskäl tog Quiroga över presidentposten under det år som återstod av mandatperioden. Han ställde även upp i presidentvalet 2005, nu för partiet Poder Democrático Social, där han fick näst flest röster efter Evo Morales.